# Джессіка Джонс (персонаж)
Джессіка Кампбелл Джонс Кейдж (англ. Jessica Campbell Jones Cage), також відома під іменами Коштовність (англ. Jewel), Лицарка (англ. Knightress) і Жінка-силач (англ. Power Woman) — персонаж з коміксів американського видавництва Marvel Comics. Була створена Майклом Гайдосом і Браяном Майклом Бендісом і вперше з'явилася в першому випуску Alias, що вийшов в листопаді 2001 року.

## Історія публікацій
Джессіка Джонс дебютувала в серії Alias імпринту Marvel MAX, яка не має ніякого відношення до однойменного телесеріалу. Персонаж і серія були створені письменником Браяном Майклом Бендісом і художником Майклом Гайдосом. У серії вийшли 28 випусків з 2001 по 2004 роки, більшість обкладинок були намальовані Девідом У. Маком. Джонс та інші персонажі з серії перейшли в наступну серію, створену Бендісом, The Pulse.
Джессіка Джонс з'явилася як регулярний персонаж серії New Avengers (2010–2013) з першого випуску (серпень 2010 року) до випуску № 34 (січня 2013).
У подкасті Marvel Comics Бендісом висловив бажання включити Джонс в паралельний всесвіт Ultimate Marvel. В Ultimate Spider-Man № 106, вона була показана в школі Пітера Паркера.

## Вигадана біографія

### Походження
Джессіка Кампбелл була самотньою ученицею середньої школи Мідтауні, яка перебувала в тіні свого однокласника Пітера Паркера і марила про Людину-факел. Під час поїздки в «Дісней Ворлді» разом з сім'єю батько Джессіки відволікся на сварку, яка відбувалася на задньому сидінні автомобіля між Джессікою і її братом, він не впорався з керуванням, і їх машина зіткнулася з армійською вантажівкою, що перевозила невідомий, можливо радіоактивний, матеріал. Під час аварії Джессіка потрапила під вплив цього матеріалу. Її батько, мати й брат загинули, але Джессіка пережила отримані ушкодження, однак, в результаті впала в кому на кілька місяців. Під час зіткнення Фантастичної четвірки з Галактусу за вікнами її лікарні Джессіка прийшла в себе. Її помістили в дитячий будинок, звідки пізніше її забрала сім'я, на прізвище Джонс, яку пізніше взяла собі Джессіка.
Пізніше Джессіка виявила, що вплив тих речовин дало їй надлюдську силу, обмежену невразливість і левітацію (яку вона повністю не освоїла під час її супергеройської кар'єри). Джессіка знову пішла в школу у Мідтауні, де з неї глузували однокласники, особливо Флеш Томпсон. Пітер Паркер (який на той час уже був Людиною-павуком) відчув в Джессіці споріднену душу, який також втратив сім'ю за трагічних обставин. Джессіка взяла це до уваги, вважаючи, що він просто жаліє її. Пізніше вона стала свідком боротьби між Людиною-павуком і Піщаною людиною в її власному класі. Це надихнуло її використовувати свої здібності для добрих справ.

### Кар'єра супергероїні
Джонс спробувала зупинити порушення порядку в ресторані за участю давнього ворога Шибайголови Зебедайі Кіллгрейва, відомого як Пурпурна людина. Кіллгрейв використовував свою владу контролю над розумом, щоб підпорядкувати Джонс, психологічно примушуючи її допомагати виконувати свої злочинні схеми. У розпал істерики Пурпурна людина послала Джонс вбити Шибайголова, помилково направивши її в хмарочос Месників. Джонс напала на першого героя в червоному костюмі, коли побачила, це виявилася Багряна Відьма. Контроль над розумом почав знижуватися і Джонс намагалася втекти, але вона була спіймана і важко поранена Віженом (який тоді був чоловіком Багряної Відьми) і Залізною людиною. Вона врятувалася через втручання Керол Денверс, яка знала її й віднесла в безпечне місце.
Після цього Джонс знову перебувала в комі протягом декількох місяців, під наглядом організації Щ. И. Т., вона також проходила психотерапію Джин Ґрей, члена Людей Ікс. Протягом цього часу у Джонс з'явилися романтичні стосунки з агентом Щ. И. Т. Клеєм Квотермейном, який виявився хорошим другом для неї в подальшому житті.

### Подальше життя
Джессіка Джонс відкрила приватне детективне агентство і шукала клієнтів з суперздібностями. Попри своє бажання залишити супергеройське життя, вона помічала за собою, що неодноразово хотіла повернутися до нього. Її давня подруга Керол Денверс познайомила Джессіку з Скоттом Ленгом, і вони зустрічалися протягом декількох місяців. Вона також підтримувала дружбу з Люком Кейджем.
Кіллгрейв, як і раніше одержимий Джессікою, втік з в'язниці. Він спробував зламати її дух, вселяючи їй найгірший кошмар: відкриття того, що Ленг і Кейдж зустрічалися з її подругою Денверс. На цей раз психічний захист Джин Грей дозволив Джонс звільнитися від його контролю, і вона перемогла його.
Пізніше Кейдж і Джонс зізналися у своїх почуттях один до одного, і Джессіка завагітніла від Люка.
Джонс взяла відпустку від детективного бізнесу і влаштувалася на роботу у видавництво «Daily Bugle» як кореспондент і консультант з супергероїчних питань, ставши головним героєм коміксу «Пульс». Вагітна Джонс піддалася нападу Зеленого гобліна після того, як «Daily Bugle» повідомив, що він таємна особистість промисловця Нормана Озборна. У відповідь Кейдж остаточно викрив Озборна як Гобліна, і його посадили до в'язниці. Джонс припиняє роботу в газеті після того, як видавець Джей Джона Джеймсон використовує пресу, щоб посміятися над Новими Месниками.
Джонс і Кейдж живуть разом, у них народжується донька, яку вони називають Даніелла в честь кращого друга Люка, Денні Ренда (Залізного кулака). Кейдж пропонує їй укласти шлюб, і Джонс погоджується, і вони одружилися у New Avengers Annual № 1.
Джонс з'являлася в якості другорядного персонажа в Young Avengers поки серія не закінчилася. Вона повертається в Avengers: The Children's Crusade № 6, в якому разом з Звіром і Соколиним оком намагалася розрядити ситуацію між Месниками й Людьми Ікс, які боролися за право покарати Багряну Відьму. Вона допомагала боротися з Доктором Думом.

### Ера героїв, Могутні Месники
У сюжетної лінії 2010 року «Ера Героїв» Джессіка повернулася до своєї костюмованої особистості Скарб, ставши членом Нових Месників, коли команда була відновлена в червні 2010 року Вона і Люк почали шукати няню. В остаточному підсумку була обрана Дівчина-білка. В New Avengers № 8 Джессіка взяла ім'я Жінка-силач на честь її чоловіка Силача (Люка Кейджа) і стала зразком для наслідування для доньки. Однак після кількох інцидентів, що обертаються навколо Товариства Тулі, що напало на Особняк Месників, і загрози Нормана Озборна Джессіка покинула команду і пішла в підпілля, розуміючи, що залишатися в Особняку Месників занадто небезпечно для Даніелли через численні потенційні загрози.

## Сили та здібності
Після контакту з експериментальними хімічними речовинами й після того, як Джессіка провела деякий час в комі, у неї з'явилися надлюдські здібності. Вона володіла надлюдською силою, її межі не були належним чином визначені, але вона показала здатність підняти двотонний автомобіль поліції без видимих зусиль. Її сила дозволила їй підняти гігантського Голіафа і кинути його на коротку відстань, зламати ніс Атласу і залишити без свідомості свою колегу-супергероїню Джессіку Дрю з одного удару в обличчя.
Джессіка також більш стійка до пошкоджень, ніж звичайна людина. Перебуваючи під прицілом, Джессіка заявила, що постріл тільки зіпсує її куртку, хоча пізніше зізналася, що блефувала і не мала ані найменшого уявлення про те, чи була вона насправді куленепробивною. Пізніше вона витримала удар людини з гормоном росту і відбилася лише незначними забоями й розбитим носом, а також була в стані відновлення після впливу отрути Джессіки Дрю. Попри це протистояння, у Джессіки були важкі травми, в тому числі пошкодження хребта і шиї, відшарування сітківки і зламаний ніс після нападу Віжена і Залізної людини.
Джессіка також може літати, вона літала досить добре в ранні роки, коли була супергероїнею. Вона показала поліпшення здатності літати після вступу до складу Нових Месників.
На додаток Джессіка є досвідченим детективом і журналістом. Вона також має базову підготовку в рукопашному бою.

### Телебачення
- У листопаді 2013 року телевізійний відділ Marvel Studios оголосив про проєкт чотирьох тісно пов'язаних між собою серіалів в рамках кінематографічного всесвіту Marvel. Право на їх трансляцію дісталося інтернет-хостингу Netflix. Джессіка Джонс стала головною героїнею одного з чотирьох серіалів. В інших серіалах героями були Шибайголова, Люк Кейдж і Залізний кулак. Також згодом вони зустрілися в мінікросовері «Захисники». В грудні 2014 року на роль Джессіки Джонс була затверджена актриса Крістен Ріттер, на посаду шоуранера Мелісса Розенберг. Серіал вийшов в листопаді 2015 року. За сюжетом Джессіка працює приватним детективом, викриваючи подружжя в зраді. Все змінюється, коли повертається її старий ворог; — Кіллгрейв, якого вона вважала загиблим.
- Крістен Ріттер повернулася до ролі Джесіки в серіалі-кросовері «Захисники».
- У 2018 році вийшов другий сезон серіалу «Джессіка Джонс». Крістен Ріттер повернулася до головної ролі, а однією з антагоністів стала мати героїні, яка зіграла Джанет Мактір.

### Відеоігри
- Джессіка Джонс з'являється в грі «Marvel Heroes», де є одним з членів  Героїв за наймом, яких Люк Кейдж може викликати в гру. А також доступна в якості напарника.
- Джессіка Джонс з'являється в грі: Lego Marvel's Avengers
- Джессіка Джонс є грабельним персонажем в грі Marvel Future Fight на Android і iOS